# Fenwood (Saskatchewan)
Fenwood es un pueblo canadiense situado en la provincia de Saskatchewan.

## Superficie
Fenwood tiene una superficie de 1,74 km².

## Demografía
En 2021, tenía 42 habitantes, una densidad poblacional de 24,1 hab./km², y 21 viviendas.